# Eugeniusz Rosołowski
Eugeniusz Rosołowski (ur. 1947) – polski inżynier elektryk. Absolwent Politechniki Wrocławskiej. Od 2004 r. profesor na Wydziale Elektrycznym Politechniki Wrocławskiej.